# 민물고기

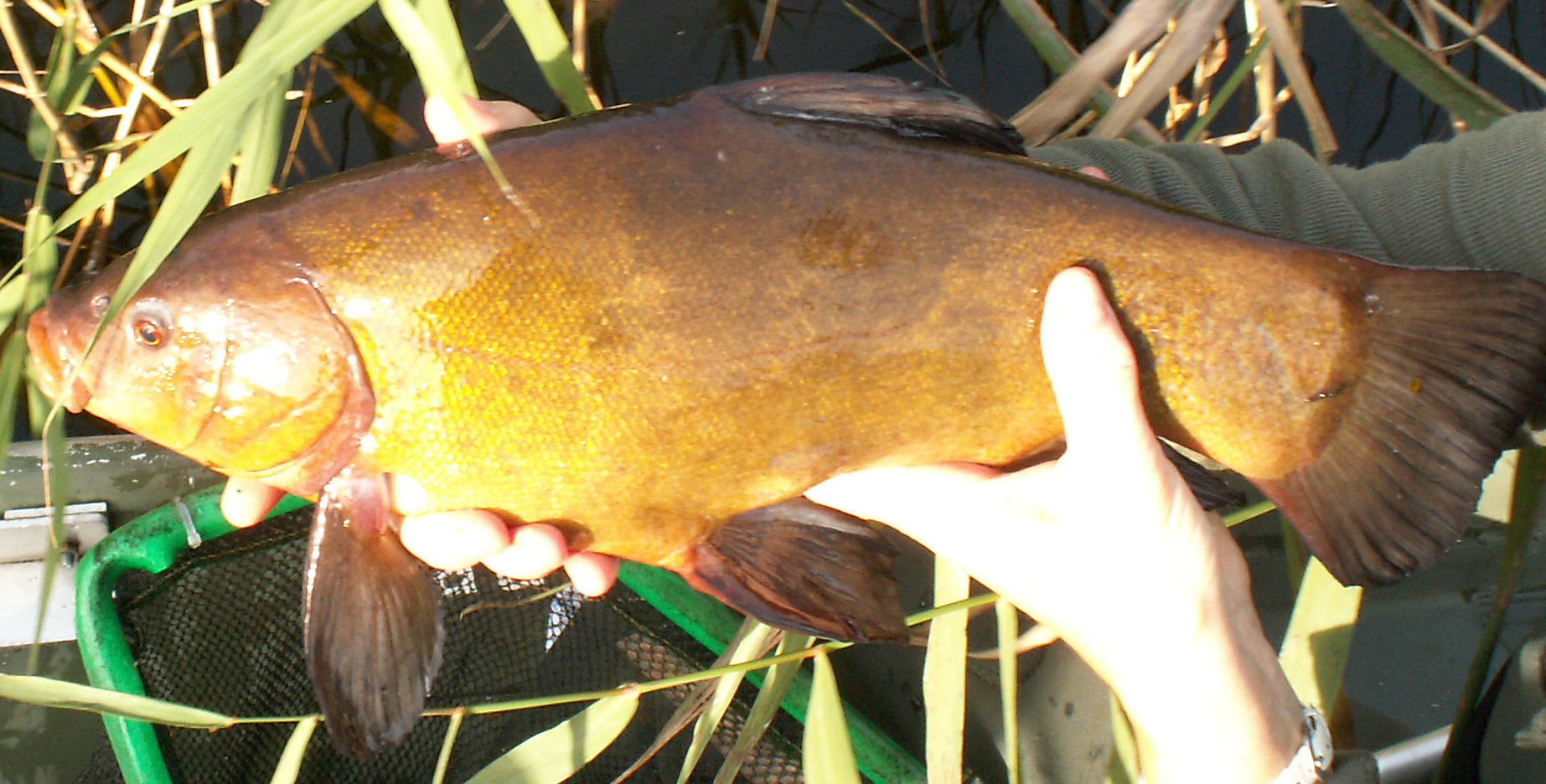
유럽잉어는 민물고기의 하나이다.

민물고기는 강이나 호수에서 사는 어류를 말한다. 담수어(淡水魚), 천어(川魚)라고도 한다. 이와 비슷하게 바다와 강을 오가는 어류를 저수성 어류, 바닷물에서 사는 어류를 바닷물고기(해수성 어류)라고 부른다. 여기에는 메기, 잉어, 붕어등이 속한다. 또한 민물고기에는 민물과 바닷물이 섞이는 기수역에서 일생을 보내는 물고기나 뱀장어, 은어, 연어 등도 포함된다. 연골어류인 상어에서는 갠지스상어가 완전히 민물에 적응하여 평생을 민물에서만 살아가는 민물고기이다. 민물고기는 중요한 식량자원일 뿐 아니라 지질학과 고생물학 등에서 흥미있는 대상이다. 이들 민물고기는 전체 물고기 종류의 약 10%로, 지구상의 총 민물고기는 물고기 전체(약 2만 종)의 약 25%를 차지한다.민물고기를 일부 매니아들은 채집하여 키우기도 한다.

## 같이 보기
- 바닷물고기